# Ahrensfelde
Ahrensfelde es una localidad alemana del estado federado de Brandeburgo (Alemania). Pertenece al distrito de Barnim y a la zona metropolitana de Berlín, ubicándose a 13 km de dicha ciudad.

## Demografía
- Desarrollo de la población en los actuales límites (Línea azul: Habitantes -- Línea de puntos: Comparación con el desarrollo de Brandenburgo; Fondo gris: Período del gobierno nazi -- Fondo Rojo: Época communista)
- Tendencias actuales (línea azul) y previsiones de la población

| Año  | Habitantes |
| ---- | ---------- |
| 1875 | 2 766      |
| 1890 | 3 130      |
| 1910 | 3 320      |
| 1925 | 3 477      |
| 1933 | 5 041      |
| 1939 | 6 766      |
| 1946 | 7 055      |
| 1950 | 7 711      |
| 1964 | 7 178      |
| 1971 | 6 918      |

| Año  | Habitantes |
| ---- | ---------- |
| 1981 | 5 674      |
| 1985 | 5 438      |
| 1989 | 5 043      |
| 1990 | 5 036      |
| 1991 | 5 154      |
| 1992 | 5 309      |
| 1993 | 5 389      |
| 1994 | 5 999      |
| 1995 | 6 494      |
| 1996 | 6 697      |

| Año  | Habitantes |
| ---- | ---------- |
| 1997 | 7 701      |
| 1998 | 8 559      |
| 1999 | 9 640      |
| 2000 | 10 612     |
| 2001 | 11 130     |
| 2002 | 11 553     |
| 2003 | 12 128     |
| 2004 | 12 538     |
| 2005 | 12 848     |
| 2006 | 13 040     |

| Año  | Habitantes |
| ---- | ---------- |
| 2007 | 13 006     |
| 2008 | 13 090     |
| 2009 | 13 114     |
| 2010 | 13 028     |
| 2011 | 12 727     |
| 2012 | 12 761     |
| 2013 | 12 769     |
| 2014 | 12 856     |
| 2015 | 12 954     |
| 2016 | 13 068     |

| Año  | Habitantes |
| ---- | ---------- |
| 2017 | 13 307     |
| 2018 | 13 543     |
| 2019 | 13 843     |
| 2020 | 13 959     |

Las fuentes de datos se pueden encontrar en detalle en los Wikimedia Commons.